# Pierluigi Basso Fossali
Pierluigi Basso Fossali (Padova, 25 marzo 1969) è un semiologo e saggista italiano.

## Carriera universitaria
Pierluigi Basso Fossali si è laureato in Semiotica dell'Arte presso il Dams di Bologna, per poi conseguire il dottorato di ricerca in semiotica sotto la guida di Umberto Eco e Paolo Fabbri.
Ha iniziato la sua attività didattica presso l'Università di Bologna nel 1998 e ha poi insegnato presso lo IUAV di Venezia, la Statale di Milano, l'Università di Scienze Gastronomiche di Pollenzo e l'Università IULM di Milano, dove in seguito è stato nominato ricercatore. 
Nel corso degli anni ha tenuto corsi di Semiotica generale, ma anche di Storia del Cinema, Teoria dei Linguaggi, Semiotica delle Arti, Semiotica della Moda, Semiotica della fotografia, Semiotica del Disegno industriale, Semiotica della Percezione, Semiotica della Cultura, Storia dello Spettacolo, Semiotica della pubblicità e Comunicazione alimentare.
Nel 2005 è stato uno dei fondatori del LISaV (Laboratorio Internazionale di Semiotica a Venezia), e dal 2007 al 2013 ha coordinato il laboratorio di Semiotica della comunicazione « Semioticaviva » presso l'Università IULM di Milano. Dal 2006 firma i propri lavori scientifici anche con il cognome materno Fossali.
È uno dei fondatori e direttori della rivista internazionale Signata – Annales des sémiotiques e della collana di semiotica Sigilla (PULG, Liège).  
A partire dal 2013 vive e lavora in Francia come professore ordinario di semiotica all'Université Lumière Lyon 2. Attualmente è direttore del Laboratorio ICAR presso l'Ecole Normale Supérieure di Lione, vicepresidente della sezione 07 "Sciences du langage" presso il CNU (Conseil National des Universités) e coordinatore del Consiglio Scientifico del Seminario Internazionale di Semiotica di Parigi. È stato Presidente dell'Associazione Francese di Semiotica (AFS) dal 2017 al 2022.

## Pubblicazioni principali[6]

### Monografie
- 1994. (con Omar Calabrese, Francesco Marsciani, Orsola Mattioli) Le passioni nel serial TV, Roma, VQPT, RAI, Nuova Eri.
- 2002. Il dominio dell'arte. Semiotica e teorie estetiche, Roma, Meltemi Editore.
- 2003. Confini del cinema. Strategie estetiche e ricerca semiotica, Torino, Lindau.
- 2006. Interpretazione tra mondi. Il pensiero figurale di David Lynch, Pisa, ETS. (Nuova edizione rivista, ampliata e aggiornata, Pisa, Ets, 2008)
- 2006. (con Maria Giulia Dondero) Semiotica della fotografia, Rimini, Guaraldi.
- 2008. La promozione dei valori. Semiotica della comunicazione e dei consumi, FrancoAngeli, Milano.
- 2008. Vissuti di significazione. Temi per una semiotica viva, Pisa, ETS.
- 2009. La tenuta del senso. Per una semiotica della percezione, Roma, Aracne.
- 2013. Il "Trittico 1976" di Francis Bacon. Con "Note sulla semiotica della pittura", Pisa, ETS.
- 2017. Vers une écologie sémiotique de la culture. Perception, gestion et réappropriation du sens, Limoges, Lambert-Lucas.

### Curatele
- 1999. (con Lucia Corrain) Eloquio del senso. Dialoghi semiotici per Paolo Fabbri, Milano, Costa & Nolan.
- 2006. Testo, pratiche, immanenza, Semiotiche, Torino, Ananke.
- 2012. (con Anne Beyart-Geslin) Les formes de vie à l’épreuve d’une sémiotique des cultures, Nouveaux Actes Sémiotiques, n. 115]. Limoges, PULIM.
- 2017. (con Marion Colas-Blaise) La notion de "paradigme" dans les sciences du langage, Signata - Annales des sémiotiques, n. 8, Liège, PULg.
- 2018. (con Odile Le Guern) L’appropriation: l’interprétation de l’altérité et l’inscription du soi, Limoges, Lambert Lucas.
- 2020. Incitation à l'action et genres de discours programmateurs, Langue française, n. 206, Paris, Armand Colin.
- 2021. Discours programmateurs et mise en situation, Langages, n. 221, Paris, Armand Colin.
- 2021. Créativité sémiotique et institution du sens dans la dialectique entre l'individuel et le collectif, Limoges, PULIM[7].